# 嘉義機場

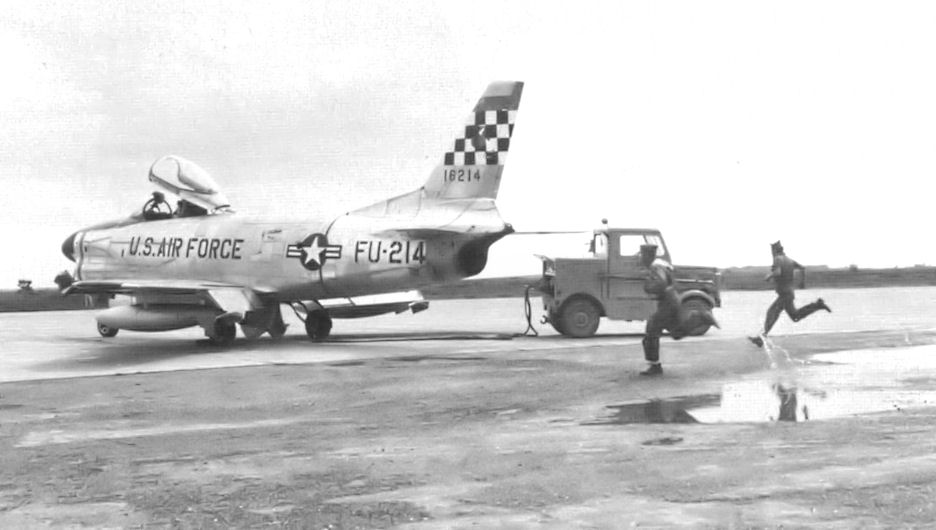
1955年，位於琉球那霸基地的美國空軍第16戰鬥-攔截機中隊派遣了F-86D（51-6214）戰機分遣隊至嘉義空軍基地，以維持台灣的空防

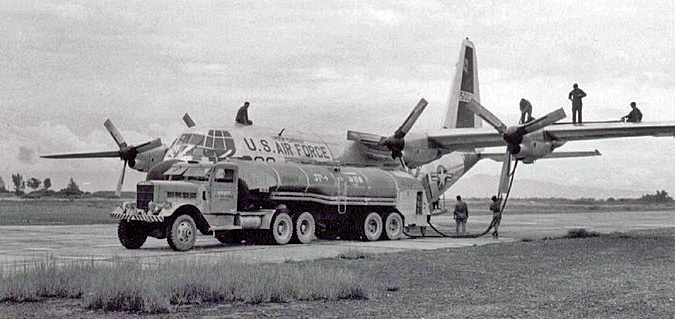
1958年，美國空軍第21部隊運輸中隊的一架C-130A大力神運輸機在嘉義空軍基地加油整補

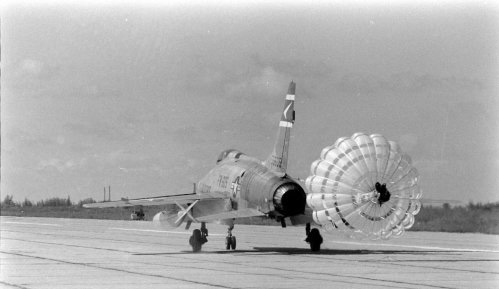
1958年，美國空軍第72戰術戰鬥機中隊的F-100D超級軍刀戰鬥機（55-3605） 降落在嘉義空軍基地

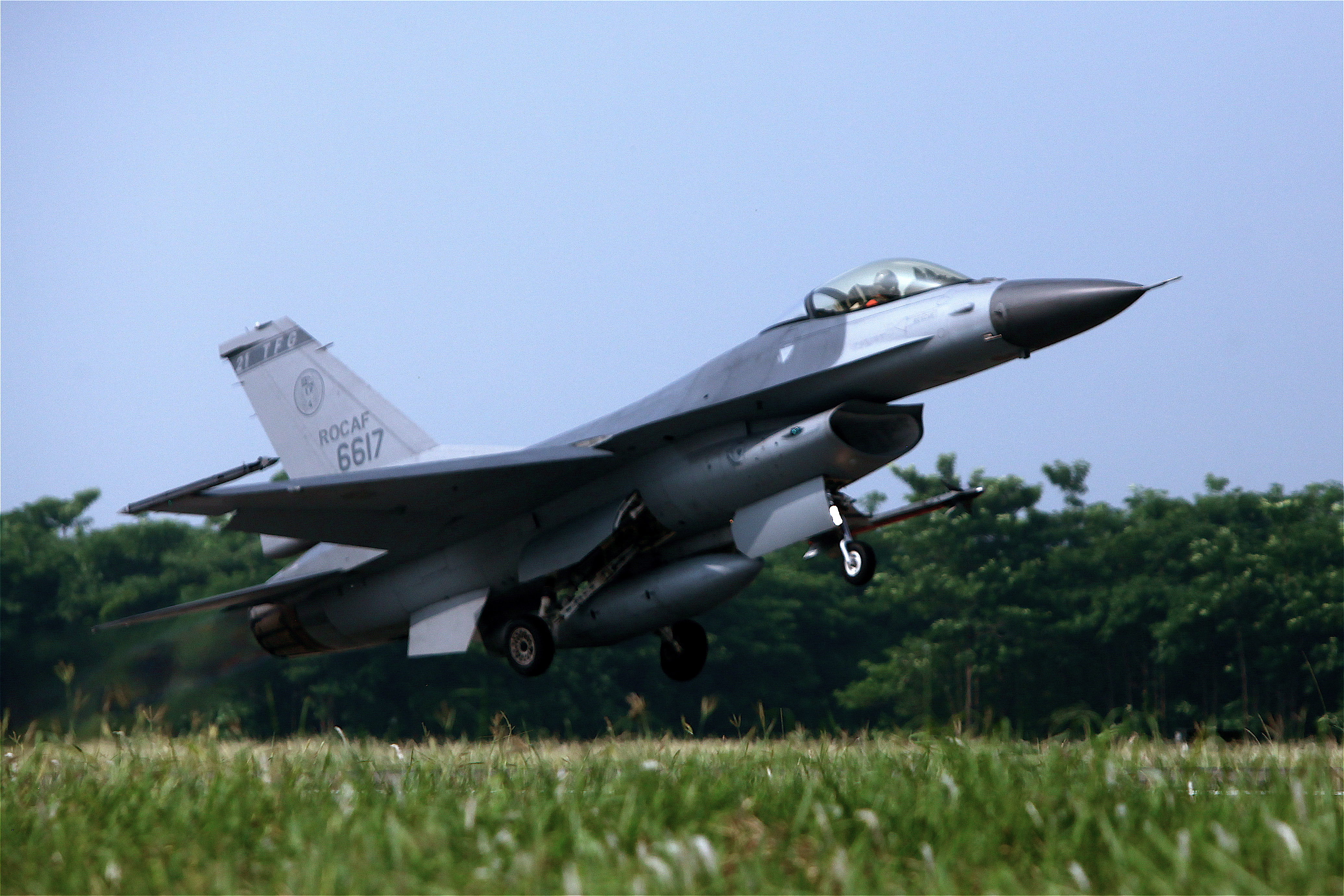
2011年嘉義基地的空軍第四戰術戰鬥機聯隊F-16 Block 20戰鬥機起飛

嘉義機場是一座位於臺灣嘉義縣水上鄉的機場，俗稱嘉義水上機場，簡稱水上機場，為軍民合用機場。民用部分的管轄單位為中華民國交通部民用航空局嘉義航空站，軍用部分則為中華民國空軍嘉義基地，駐紮有空軍第四戰術戰鬥機聯隊（前第455戰術戰鬥機聯隊），也曾是駐台美軍的軍用機場。空軍基地位於嘉義縣水上鄉、太保市與嘉義市交界，航空站出口位於嘉義縣水上鄉，距離嘉義市大約有8公里，距離中山高速公路水上交流道有7.50公里。

## 歷史

### 日治時期
水上機場興建於台灣日治時期，由日本陸軍所使用，時稱嘉義飛行場。此機場始自於1936年12月設立的「飛行第十四聯隊」，與位於屏東飛行場的「飛行第八聯隊」同屬第三飛行團司令部。1944年，「第三航空教育隊」由臺北飛行場轉移至嘉義飛行場，其曾執行演習訓練與至外地投送物資的任務。在二戰期間，嘉義飛行場亦曾遭受美軍空襲。在戰後，其成為中華民國空軍及美國空軍在台部隊基地。

### 戰後
- 1947年3月，二二八事件波及當地及其鄰近村落。[3]
- 1955年1月25日，美國空軍第67戰鬥-轟炸機中隊（英语：67th Fighter-Bomber Squadron）進駐。
- 1955年1月27日，美國空軍第67戰鬥-轟炸機中隊（英语：67th Fighter-Bomber Squadron）一架F-86D軍刀戰鬥機在嘉義空軍基地以西約5英里（8公里）處因燃料耗盡墜毀。
- 1955年3月4日，美國空軍第310戰鬥-轟炸機中隊（英语：310th Fighter-Bomber Squadron）從韓國烏山空軍基地（Osan Air Base）部署至嘉義空軍基地執行防空任務[4]。
- 1955年1月至1968年7月間，美國空軍第51戰鬥-攔截機聯隊（英语：51st Fighter-Interceptor Wing）及第18戰術戰鬥機聯隊（英语：18th Tactical Fighter Wing）以臨時任務分配（TDY）形式從沖繩那霸空軍基地（Naha Air Base）及嘉手納空軍基地（Kadena Air Base）每60-90天頻繁輪調戰鬥機至嘉義空軍基地[5]。
- 1958年2月19日至3月1日，隸屬肯塔基州空軍國民警衛隊（英语：Kentucky Air National Guard）的偵查特遣隊（Reconnaissance Task Force KENTUCKY）被部署至嘉義及桃園空軍基地，裝備RB-57A坎培拉偵察機[6]，6月4日至24日，第25戰鬥-攔截機中隊（英语：25th Fighter-Interceptor Squadron）及第44戰鬥-轟炸機中隊（英语：44th Fighter-Bomber Squadron）部署至嘉義空軍基地執行低空炸射演練。
- 1976年1月7日，隨著美國空軍第327航空師解散，部署在嘉義基地的第6215支援中隊（6215th Support Squadron）解編。
- 1976年5月19日，成立嘉義民航候機室。
- 1977年7月，航站大廈開工至同年12月完工。
- 1978年1月1日，航站大廈正式啟用。
- 1993年1月1日，升格為嘉義民航輔助站。
- 1995年2月，航站大廈重新擴建，於11月完工啟用。
- 1997年11月1日，升格為民航丙種航空站。
- 2013年5月25日－29日，中華航空包機直飛日本靜岡機場。
- 2014年4月30日，春秋航空包機直飛上海浦東國際機場。
- 2023年6月，嘉義機場將計畫進行改建。[7][8][9]

## 空軍司令部派駐單位
- 空軍第四戰術戰鬥機聯隊（原第455戰術戰鬥機聯隊）：臺灣嘉義空軍基地（聯隊長少將、副聯隊長上校）
  - 第二一戰鬥機作戰隊（F-16 AM/BM）20架
  - 第二二戰鬥機作戰隊（F-16 AM/BM）20架
  - 第二三戰鬥機作戰隊（F-16 AM/BM）20架－中美斷交時，中央政府發起自強救國捐款運動，陸海空三軍分別成立自強部隊，空軍將所獲部分款項購買18架F-5E/F虎Ⅱ式戰鬥機裝備23中隊，故又稱自強中隊。
  - 空軍救護隊（S-70C-1/6）5+3、（EC225空中救難搜救直升機[10]）3架、（UH-60M黑鷹直升機）14架
  - 空軍第四修護補給大隊
  - 空軍第四基地勤務大隊
  - 憲兵第四中隊

### 嘉義基地歷代戰鬥機
- F-84雷霆戰鬥機（英语：Republic F-84 Thunderjet）（1953年～1964年）
- F-86軍刀戰鬥機（1954年～1988年）
- F-100超級軍刀戰鬥機（1958年～1984年）
- F-5自由鬥士戰鬥機（1962年～1978年）
- F-5E/F虎Ⅱ式戰鬥機（1978年～1995年）
- F-16戰隼戰鬥機（1997年～）

## 航空公司與航點

### 國內航線
| 航空公司 | 目的地 | 目的地   | 班次 | 固定航機  | 備註               |
| 航空公司 | 城市   | 機場     | 每週 | 固定航機  | 備註               |
| -------- | ------ | -------- | ---- | --------- | ------------------ |
| 立榮航空 | 澎湖   | 澎湖機場 | 7班  | ATR72-600 |                    |
| 立榮航空 | 金門   | 金門機場 | 4班  | ATR72-600 | 一、三、五、日飛行 |

## 公車資訊
| 路線    | 經營業者     | 區間               | 備註   |
| ------- | ------------ | ------------------ | ------ |
| 7205    | 嘉義客運     | 嘉義－朴子         | 經太保 |
| 7206    | 嘉義客運     | 嘉義－塭港         |        |
| 7209    | 嘉義客運     | 嘉義－布袋         | 經朴子 |
| 7324    | 嘉義縣公車處 | 嘉義－朴子         | 經水上 |
| 7327    | 嘉義縣公車處 | 嘉義－布袋         | 經朴子 |
| 縣府3路 | 嘉義縣公車處 | 嘉義－嘉義區監理所 |        |

## 資料連結
- (PDF). 交通部民用航空局. 2015-07-23  [2015-08-18]. （原始内容 (PDF)存档于2015-09-23）.

## 外部連結
- 嘉義航空站 （页面存档备份，存于）（繁體中文）（英文）
- 電子式飛航指南，CIVIL AERONAUTICS ADMINISTRATION MOTC R.O.C.（繁體中文）（英文）